# Hans Honsel
Hans-Friedrich Honsel (* 3. März 1910; † 14. Juni 1977) war ein deutscher Hüttenmann und Fabrikant.

## Leben
Hans Honsel wurde als Sohn des Fabrikanten Fritz Honsel geboren. Er besuchte das Pädagogium Godesberg, ein Internat, und wurde Mitglied des Rudervereins Pädagogium Godesberg 09 e.V., der ihn später zum Ehrenmitglied ernannte. Anschließend studierte er an der RWTH Aachen Hüttenkunde. Im Wintersemester 1930/31 schloss er sich dem Corps Montania Aachen an. Im Wintersemester 1935/36 schloss er das Studium als Dipl.-Ing. ab und trat in das väterliche Unternehmen, die Honsel-Werke AG in Meschede, ein. 1938 erhielt er Prokura. Später wurde er Vorstandsmitglied und Mitinhaber. Am Ende des Zweiten Weltkrieges waren die Honsel-Werke schwer beschädigt und seitens der britischen Besatzungsverwaltung zur vollständigen Demontage vorgesehen. Ab 1948 gelang es ihm zusammen mit seinem Vater und seinem Bruder Kurt, die Werke wieder zu einem führenden Unternehmen für Leichtmetallgussteile aufzubauen und um das Tätigkeitsfeld der Herstellung von Aluminium-Profilen zu erweitern. Neben seiner unternehmerischen Tätigkeit war Honsel sowohl erfinderisch als auch ingenieurwissenschaftlich tätig. 1962 wurde er im Alter von 52 Jahren an der Technischen Hochschule München zum Dr.-Ing. promoviert. Als langjähriger Vorsitzender des Fördervereins gehörte Honsel zu den Mentoren der Fachhochschule in Meschede.

## Schriften
- zusammen mit Heinrich Nipper und Heinz Borchers: Über den Angriff flüssiger Leichtmetalle auf Eisenlegierungen und deren Verwendung als Tiegelwerkstoffe in Gießereibetrieben. 1962
- Aluminum working procedure. US-Patent 3266945 A, 1962 (zusammen mit Werner Helling)
- Method of forming aluminum bodies. Canada Patent 692422, 1964 (zusammen mit Werner Helling)
- Process for making highly polishable pressed aluminum profiles. Canada Patent 807619, 1969 (zusammen mit Werner Helling)